# Marika Green
Marika Nicolette Green (Södermalm, 21 giugno 1943) è un'attrice svedese naturalizzata francese.
I suoi ruoli più popolari sono stati quelli della protagonista Jeanne, nel lungometraggio di Robert Bresson Diario di un ladro (1959), e di Bee in Emmanuelle (1974).

## Biografia e carriera
Nata a Södermalm, nella contea di Stoccolma, da padre svedese, Lennart Green, che di mestiere era giornalista, e da madre francese (più precisamente bretone), Jeanne Green-Le Flem, figlia a sua volta del compositore e critico musicale francese Paul Le Flem, nel 1953 si trasferì in pianta stabile in Francia, dove diede avvio alla propria carriera artistica nel 1959, all'età di 16 anni, debuttando nel film di Robert Bresson Diario di un ladro.
La Green è la sorella maggiore di Walter Green, un dentista, marito dell'attrice Marlène Jobert, e dunque zia dell'attrice e modella Eva Green. Green è sposata con il direttore della fotografia austriaco Christian Berger, collaboratore regolare del regista Michael Haneke.

## Filmografia

### Cinema
- Diario di un ladro (Pickpocket), regia di Robert Bresson (1959)

- L'amore impossibile (La Croix des vivants), regia di Ivan Govar (1962)
- Le Récit de Rebecca, regia di Paul Vecchiali - cortometraggio (1964)
- Cinque marines per Singapore (Cinq gars pour Singapour), regia di Bernard Toublanc-Michel (1967)
- La ragazza di fronte (La Fille d'en face), regia di Jean-Daniel Simon (1968)
- Karin un corpo che brucia (Le Bal des voyous), regia di Jean-Claude Dague e Louis Soulanes (1968)
- I figli del divorzio (Bruno, l'enfant du dimanche), regia di Louis Grospierre (1969)
- L'uomo venuto dalla pioggia (Le Passager de la pluie), regia di René Clément (1970)
- Galaxie, regia di Maté Rabinovski (1972)
- L'Affaire Crazy Capo, regia di Patrick Jamain (1973)
- Emmanuelle, regia di Just Jaeckin (1974)
- Dédé la tendresse, regia di Jean-Louis van Belle (1974)
- La ville est à nous, regia di Serge Poljinsky (1976)
- À l'ombre d'un été, regia di Jean-Louis van Belle (1976)
- Un tueur, un flic, ainsi soit-il..., regia di Jean-Louis van Belle (1977)
- Until September, regia di Richard Marquand (1984)
- Nachsaison, regia di Wolfram Paulus (1988)
- Hanna Monster, Liebling, regia di Christian Berger (1989)
- By the Sea, regia di Angelina Jolie (2015)